# Lmechrek
Lmechrek (àrab المشرك) és una comuna rural de la província de Sidi Bennour de la regió de Casablanca-Settat. Segons el cens de 2014 tenia una població total de 16.141 persones.